# 邁爾亞馬 (市鎮)
邁爾亞馬，是爱沙尼亚拉普拉縣的一个乡村型市镇。位於該國西部，行政中心設於邁爾亞馬，面積1164平方公里，2021年人口7,433，人口密度每平方公里6.4人。

## 行政管理
2017年爱沙尼亚行政改革后，原迈尔亚马市镇和維加拉市镇合并为新的迈尔亚马市镇。
新的市镇包括一个城镇和112个村庄。